# Sabrina: the Animated Series
Sabrina (originaltitel: Sabrina: The Animated Series) är ett amerikansk-kanadensiskt animerat barnprogram, baserat på Archie Comics seriefigur Sabrina, the Teenage Witch. Serien är en spinoff på den otecknade serien Sabrina tonårshäxan och sändes ursprungligen i ABC och UPN mellan 1999 och 2000.